# РФК Нови Сад 1921
РФК Нови Сад 1921 је фудбалски клуб из Новог Сада, Србија. Тренутно се такмичи у Српској лиги Војводина, трећем такмичарском нивоу српског фудбала.
Своје утакмице игра на популарној Детелинари која је капацитета 1.200 гледалаца. Клупски надимак „Канаринци“ долази због клупских боја. Навијачка група која подржава РФК Нови Сад 1921 назива се Корида 1990.

## Историја

### 1921. - 1941.
Клуб је основан 23. јуна 1921. као НТК (Новосадски Трговачки Клуб) и прво укључење у такмичарски фудбал уследиће у јесен 1922. године у лигу Новосадске жупе Београдског лоптачког подсавеза. У првој сезони у конкуренцији четири новосадска клуба (Јуда Макаби, Војводина и НАК) фудбалери Трговачког завршили су на другој позицији првенствено због одузимања два бода због наступа нерегистрованих играча у току првенствених утакмица. Следеће сезоне, у истом саставу лиге, НТК заузима последње место на табели. Наредне сезоне НТК није дочекао крај такмичарске сезоне, већ је на полусезони, крајем 1924. године забрањен од стране власти, у том тренутку имао је скор: 3  1 1 1  4:6  3. У борбу за бодове у Новосадској жупи уместо забрањеног НТК-а лета 1925. године укључује се ФК Раднички из Новога Сада а следећег лета (1926.) још два новосадска клуба: Поштански АК и Железнички АК.
Тридесетих година НТК је био део Спортског Друштва Трговачка омладина(?). У другој сезони новооснованог Новосадског ногометног подсавеза (ННП) у 2. групи II разреда на крају првенства у конкуренцији шест клубова Трговачка омладина освојила је прво место, али у додатним квалификацијама, "Трговци" нису освојила нити један бод, и заузели су последње место мини табеле. Наредне две сезона Трговачка омладина завршава првенство на последње и претпоследње место а у сезони 1933/34. на другом месту 2. групе II разреда ННП-а. Од лета 1934. године Трговачка омладина се такмичи у 8. групи - Нови Сад 2 II разреда а наредне године (1935) клуб на кратко, само једну сезону, мења име у Трговачки. Већ наредне године у сезони 1936/37. клуб враћа име Трговачка омладина и осваја прво место овога пута 7. групе II разреда ННП-а али опет посустаје у квалификацијама, овај пут у финалу поражени су од Слоге из Бачке Паланке (0:1; 2:3). Након овог неуспеха уследила је стагнација клуба у Другом разреду и пласирање клуба на крају првенства у средину табеле. Последњи пут у Краљевини Југославији Трговачка омладина такмичила се у сезони 1940/41. године у Првој групи II разреда и почетак рата дочекала је као прва после јесењег дела сезоне са максималним учинком из четири кола (гол разлика 20:2).
Од укључења у такмичарски фудбал 1922. године до почетка Другог светског рата и прекида фудбала, априла 1941. године, НТК је све време наступао у лошијем по квалитету такмичарском нивоу Новосадског ногометног (од 1939. лоптачког) савеза.

### Од 1945.
Након Другог светског рата 1948. године предузеће Стотекс реактивира НТК под новим именом ФК Трговачки. Шест година касније 1. августа 1954. на ванредној скупштини клуба ФК Трговачки мења име у ФК Нови Сад. Тадашња комунистичка власт 1956 године гаси ФК Еђшег (Јединство) због наводног кокетирања са окупаторима за време рата, а имовину додељује на коришћење ФК Новом Саду. Године 1966, ФК Нови Сад је испао из Друге лиге, а ФК Раднички из Српске лиге и фузијом та два клуба настао је РФК Нови Сад (Раднички фудбалски клуб Нови Сад)
Прволигашки клуб је постао 1961, али се у тадашњој Првој савезној лиги СФРЈ задржао само 3 сезоне. Клуб је тада предводио чувени председник клуба Хуго Рушевљанин, који је тих славних година клуба био и на месту селектора репрезентације Југославије. Тада су на Стадион Карађорђе где је клуб тада играо своје утакмице долазили тадашњи славни Југословенски клубови. Те 1962. сезоне клуб је заузео 10. место у Првој савезној лиги СФРЈ и тако за длаку избегао испадање у нижи ранг. Следеће сезоне 1963. ФК Нови Сад је напредовао и на крају првенства је заузео 8. место. Иза Новог Сада су се нашли много популарнији клубови као што је Хајдук из Сплита, Сарајево, Ријека, као и градски ривал Војводина. Наредне сезоне један бод је одлучио да Нови Сад испадне из друштва најбољих тимова Југославије. Од тада ФК Нови Сад није играо у највишем рангу такмичења.
Године 1978. омладинци Новог Сада су били победници омладинског Купа Југославије, победом над загребачким Динамом на пенале 5:3 (1:1) пред око 20.000 гледалаца на београдској Маракани.
Године 1991. фудбалери Новог Сада су били победници Купа Војводине.
Једини клуб који је до сезоне 2006/07. одиграо свих 14 сезона у Другој лиги од распада СФРЈ, али су се након једне сезоне у српсколигашком такмичењу вратили и на импресиван начин пласирали у Прву лигу, са чак 24 бода испред првог пратиоца, тако да се од сезоне 2007/08. такмиче у Првој лиги.
Године 2012. због гашења Спортског друштва Раднички клуб мења име у ФК Нови Сад.
2014. године због избацивања клуба у последњи такмичарски ниво доноси се одлука о промени имена у РФК Нови Сад 1921.
- Најбољи тим: Дражић, Белић, Тојагић, Вратњан, Брзић, Козлина, Шимек, Лемић, Јосип Пирмајер, Ивица Брзић, Мирослав Драганић.
- Најбољи играчи: Александар Козлина, Лазар Лемић, Јосип Пирмајер, Ивица Брзић.
- Најбољи стрелци: Душан Клипа, Мирослав Јовановић, Младен Кргин, Крсто Врбица, Бранко Алас, Петар Пантелић.

## Успеси
- Друга савезна лига
Првак: 1960/61.
- Српска лига Војводина
Првак: 1967/68, 1981/82, 1991/92, 2006/07.
- Војвођанска лига Југ
Првак: 2021/22.
- Куп Војводине
Освајач: 1991, 2022.